# Xystrota rubromarginaria
Xystrota rubromarginaria là một loài bướm đêm trong họ Geometridae.